# Lijst van administratieve eenheden in Hưng Yên
Deze lijst bevat een overzicht van administratieve eenheden in Hưng Yên (Vietnam).
De provincie Hậu Giang ligt in het noordoosten van Vietnam. De oppervlakte van de provincie bedraagt 923,5 km². De provincie heeft ruim 1.156.000 inwoners. Hưng Yên is onderverdeeld in één stad en negen huyện.

## Stad

### Thành phốHưng Yên
- Phường An Tảo
- Phường Hiến Nam
- Phường Hồng Châu (Hưng Yên)
- Phường Lam Sơn (Hưng Yên)
- Phường Lê Lợi (Hưng Yên)
- Phường Minh Khai (Hưng Yên)
- Phường Quang Trung (Hưng Yên)
- Xã Bảo Khê
- Xã Hồng Nam (Hưng Yên)
- Xã Liên Phương (Hưng Yên)
- Xã Quảng Châu (Hưng Yên)
- Xã Trung Nghĩa (Hưng Yên)

## Huyện

### Huyện Ân Thi
- Thị trấn Ân Thi
- Xã Bắc Sơn
- Xã Bãi Sậy
- Xã Cẩm Ninh
- Xã Đa Lộc
- Xã Đặng Lễ
- Xã Đào Dương
- Xã Hạ Lễ
- Xã Hồ Tùng Mậu
- Xã Hoàng Hoa Thám
- Xã Hồng Quang
- Xã Hồng Vân
- Xã Nguyễn Trãi
- Xã Phù ủng
- Xã Quảng Lãng
- Xã Quang Vinh
- Xã Tân Phúc
- Xã Tiền Phong
- Xã Vân Du
- Xã Văn Nhuệ
- Xã Xuân Trúc

### Huyện Khoái Châu
- Thị trấn Khoái Châu
- Xã An Vĩ
- Xã Bình Kiều
- Xã Bình Minh
- Xã Chí Tân
- Xã Dạ Trạch
- Xã Đại Hưng
- Xã Đại Tập
- Xã Dân Tiến
- Xã Đông Kết
- Xã Đông Ninh
- Xã Đông Tảo
- Xã Đồng Tiến
- Xã Hàm Tử
- Xã Hồng Tiến
- Xã Liên Khê
- Xã Nhuế Dương
- Xã Ông Đình
- Xã Phùng Hưng
- Xã Tân Châu
- Xã Tân Dân
- Xã Thành Công
- Xã Thuần Hưng
- Xã Tứ Dân
- Xã Việt Hòa

### Huyện Kim Động
- Thị trấn Lương Bằng
- Xã Chính Nghĩa
- Xã Đồng Thanh
- Xã Đức Hợp
- Xã Hiệp Cường
- Xã Hùng An
- Xã Hùng Cường
- Xã Mai Động
- Xã Nghĩa Dân
- Xã Ngọc Thanh
- Xã Nhân La
- Xã Phạm Ngũ Lão
- Xã Phú Cường
- Xã Phú Thịnh
- Xã Song Mai
- Xã Thọ Vinh
- Xã Toàn Thắng
- Xã Vĩnh Xá
- Xã Vũ Xá

### Huyện Mỹ Hào
- Thị trấn Bần Yên Nhân
- Xã Bạch Sam
- Xã Cẩm Xá
- Xã Dị Sử
- Xã Dương Quang
- Xã Hòa Phong
- Xã Hưng Long
- Xã Minh Đức
- Xã Ngọc Lâm
- Xã Nhân Hòa
- Xã Phan Đình Phùng
- Xã Phùng Chí Kiên
- Xã Xuân Dục

### Huyện Phù Cừ
- Thị trấn Trần Cao
- Xã Đình Cao
- Xã Đoàn Đào
- Xã Minh Hoàng
- Xã Minh Tân
- Xã Minh Tiến
- Xã Nguyên Hòa
- Xã Nhật Quang
- Xã Phan Sào Nam
- Xã Quang Hưng
- Xã Tam Đa
- Xã Tiền Tiến
- Xã Tống Phan
- Xã Tống Trân

### Huyện Tiên Lữ
- Thị trấn Vương
- Xã An Viên
- Xã Cương Chính
- Xã Dị Chế
- Xã Đức Thắng
- Xã Hải Triều
- Xã Hoàng Hanh
- Xã Hưng Đạo
- Xã Lệ Xá
- Xã Minh Phương
- Xã Ngô Quyền
- Xã Nhật Tân
- Xã Phương Chiểu
- Xã Tân Hưng
- Xã Thiện Phiến
- Xã Thủ Sỹ
- Xã Thụy Lôi
- Xã Trung Dũng

### Huyện Văn Giang
- Thị trấn Văn Giang
- Xã Cửu Cao
- Xã Liên Nghĩa
- Xã Long Hưng
- Xã Mễ Sở
- Xã Nghĩa Trụ
- Xã Phụng Công
- Xã Tân Tiến
- Xã Thắng Lợi
- Xã Vĩnh Khúc
- Xã Xuân Quan

### Huyện Văn Lâm
- Thị trấn Như Quỳnh
- Xã Chỉ Đạo
- Xã Đại Đồng
- Xã Đình Dù
- Xã Lạc Đạo
- Xã Lạc Hồng
- Xã Lương Tài
- Xã Minh Hải
- Xã Tân Quang
- Xã Trưng Trắc
- Xã Việt Hưng

### Huyện Yên Mỹ
- Thị trấn Yên Mỹ
- Xã Đồng Than
- Xã Giai Phạm
- Xã Hoàn Long
- Xã Liêu Xá
- Xã Lý Thường Kiệt
- Xã Minh Châu
- Xã Nghĩa Hiệp
- Xã Ngọc Long
- Xã Tân Lập
- Xã Tân Việt
- Xã Thanh Long
- Xã Trung Hòa
- Xã Trung Hưng
- Xã Việt Cường
- Xã Yên Hòa
- Xã Yên Phú